# Černá díra (Dr. House)
Černá díra (v anglickém originále Black Hole) je šestnáctá epizoda z šesté řady amerického lékařského dramatu Dr. House. Premiéra proběhla 15. března 2010. 
House a jeho tým se pokoušejí diagnostikovat studenta střední školy. Ten trpí výpadky vědomí a halucinacemi a jsou nuceni zaujmout kontroverzní přístup. Mezitím Taub přináší svůj osobní život na pracoviště. 

## Děj
Během přednášky v planetáriu sedí středoškolačka Abby se svým přítelem Nickem. Najednou začne slintat krev a sputum ze svých úst. V nemocnici Princeton-Plainsboro House přikazuje týmu provést magnetickou rezonanci. Během MRI Abby dostává halucinaci, ve které padá do černé díry. Mnoho pokusů o diagnózu je zmařeno negativními testy. Zatímco Nick mluví s Abby, vidí v halucinaci mladší verzi sebe sama, která ji nutí, aby „řekla tajemství“. O chvíli později dostane další záchvat. 
Jako poslední pokus ke stanovení diagnózy využívá House a jeho tým experimentální postup zvaný „rozpoznávání kognitivních vzorů“, který mapuje nevědomé myšlenky Abby. Ten poskytuje obrazy vesmíru a někoho, kdo se zdá být Abbyiným otcem, který zemřel při letecké havárii. House nakonec odhalí, že Nickův otec, dovozce potravin cestující po celém světě, dostal na Středním východě parazita, kterého pak nechtěně předal Abby sexuálně, čímž spustil hypersenzitivní alergie způsobenou mozkovou schistosomiázu. 
Mezitím se Wilson pokouší vybavit svůj nový byt. Půjčuje si v půjčovně nábytek, což naštve House, který nábytek vrátí. Poté je Wilson viděn v obchodě s nábytkem, kde se si snaží koupit nábytek, ale není schopen si nic vybrat. Nakonec si najme dekoratéra, který naplní místnost nábytkem a koupí si Housovi Hammondovy varhany  B-3. House je dárkem potěšen a hraje skladbu A Whiter Shade of Pale. 
V celé epizodě má Taub manželský problém. Jeho žena je naštvaná, že s ní netráví dostatek času. Když je v práci, House vezme Taubův telefon a sextuje s Taubovou manželkou. Taub žádá svou ženu o ruku, dává ji ženě diamantový prsten. Když poukáže na to, že už jsou vdaní, Taub odpoví: „Ale já v tom chci být lepší.“ Jeho věrnost vůči jeho manželce je však znovu zpochybňována, když ho House po na závěru epizody vidí jít s atraktivní sestrou.

## Diagnózy

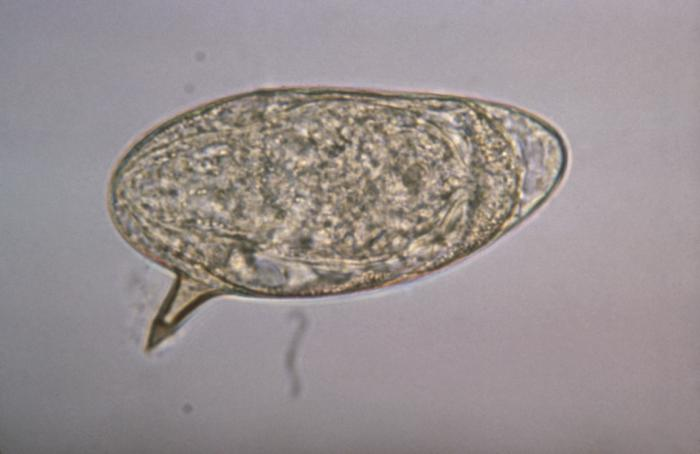
Vajíčko Schistosoma mansoni

- správná diagnóza: hypersenzitivní alergie způsobená cerebelární schistosomiázu

## Hudba
- A Whiter Shade of Pale od skupiny Procol Harum